# Porte royale (Auxonne)

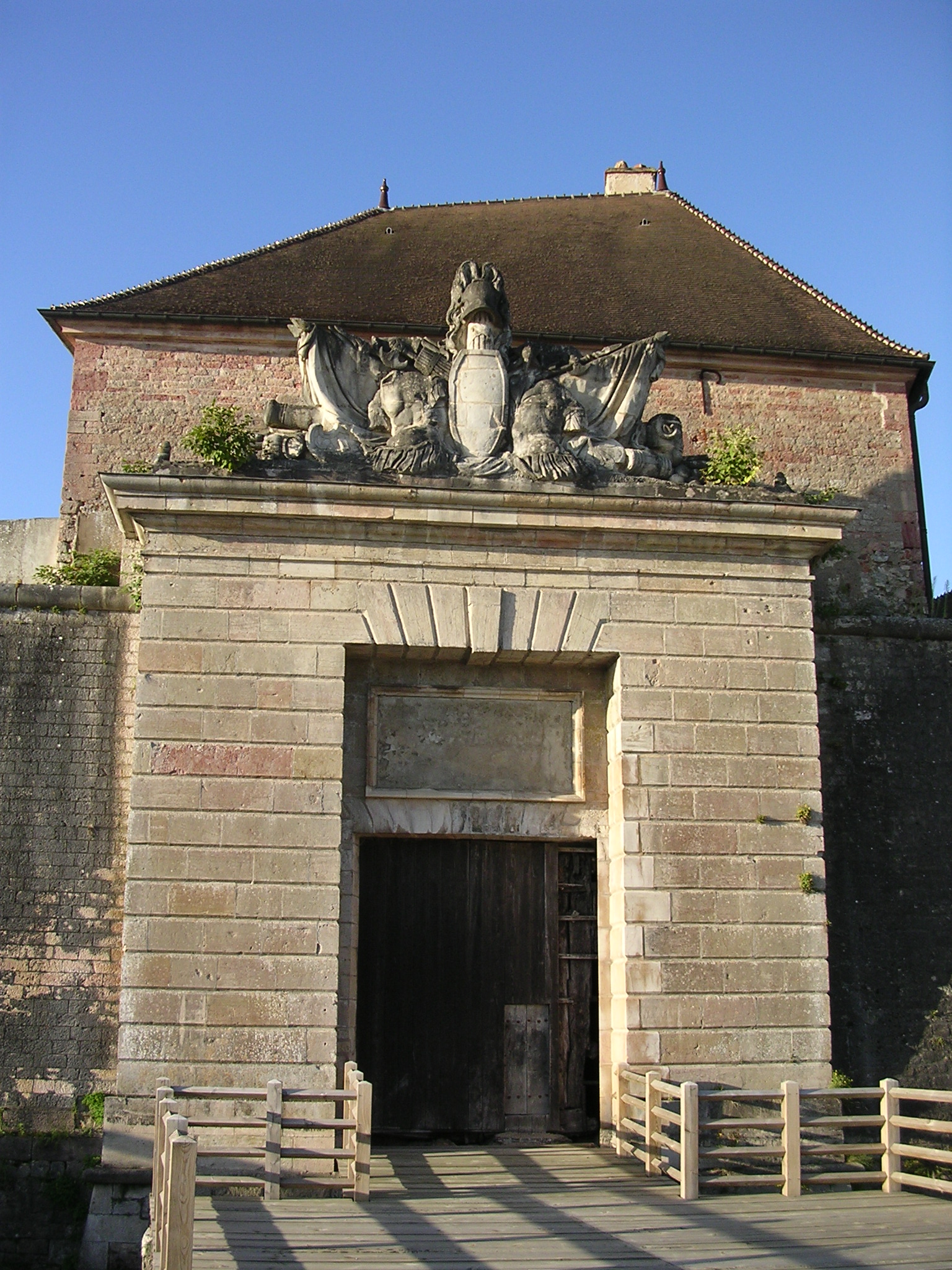
Buitenzijde van de Porte royale

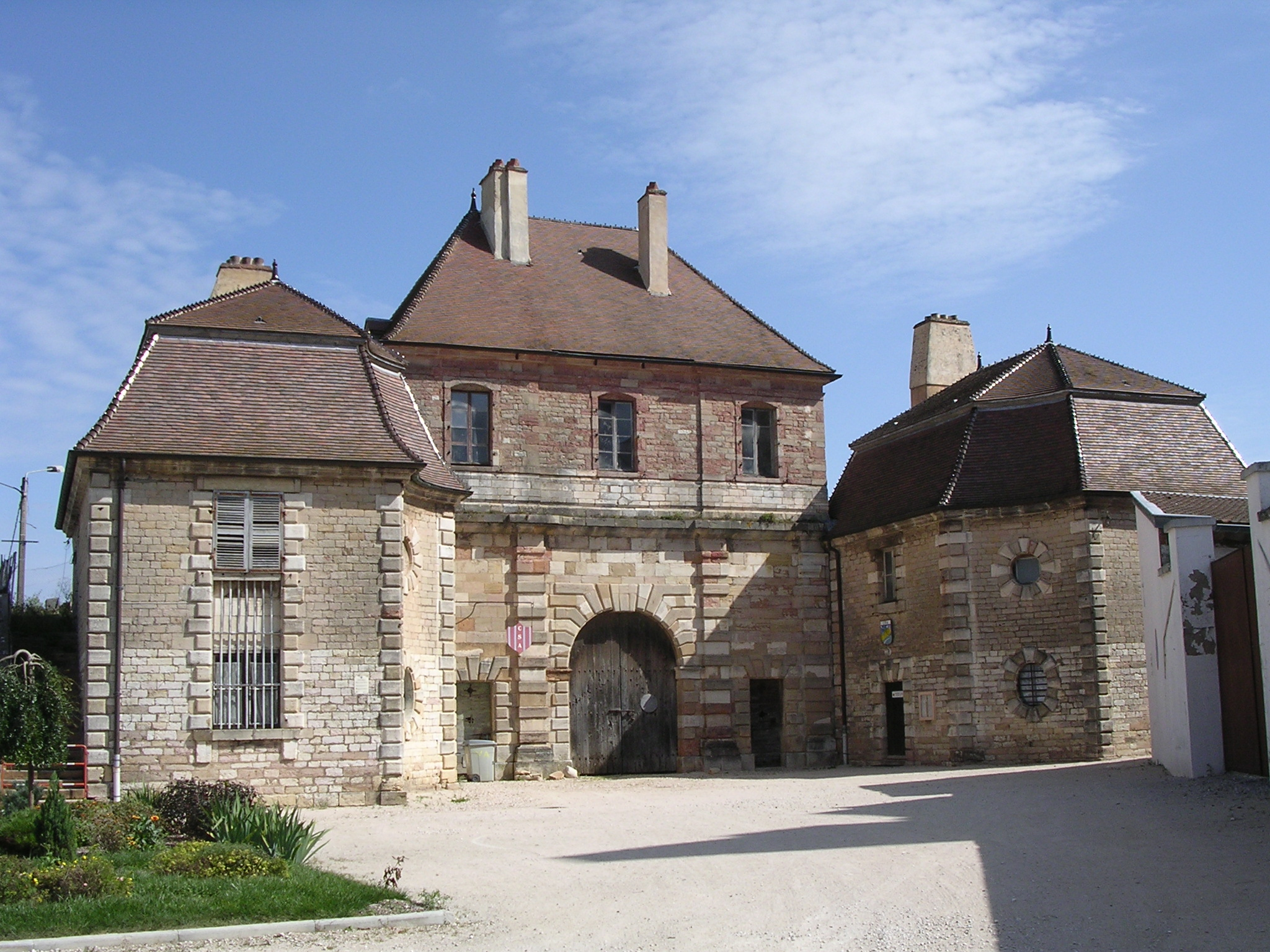
Binnenzijde

De Porte royale is een stadspoort in de Franse stad Auxonne, een van de twee overgebleven stadspoorten. De poort werd gebouwd in 1673 als nieuwe stadspoort aan de noordelijke zijde van de stad.

## Geschiedenis
In de middeleeuwen had Auxonne een stadsmuur met 26 torens en vier poorten: Porte de Flammerans in het noorden, Porte Dampnot in het oosten, Porte de Pantesson in het zuiden en Porte Digénoise in het westen langsheen de Saône. De Porte de Flammerans was gelegen tussen de hoektorens Tour du Cygne in het noordoosten en Tour du Béchaux in het noordwesten aan de rand van de Saône.
In de jaren 1670 werd beslist om de versterking van de stad te moderniseren en in overeenstemming te brengen met de nieuwe krijgstechnieken. Aan de noordelijke zijde werd de bouw van drie bastions gepland met daarvoor halve manen. Dit waren van oost naar west, Bastion du Cygne, Bastion Royal en Bastion du Béchaux. De noordelijke zijde als geheel kreeg de naam Front royal als eerbetoon aan koning Lodewijk XIV. De nieuwe Porte royale werd gebouwd in 1679 en kwam in de plaats van de Porte de Flammerans tussen het Bastion du Cygne en het Bastion Royal.
Vanuit de nieuwe stadspoort leidde een vaste brug naar buiten tot een halve maan, van waaruit onder een andere hoek een tweede brug vertrok. Het laatste stuk van de vaste brug naar de Porte royale was een ophaalbrug.
Er werd verder gebouwd aan de poort in het laatste kwart van de 18e eeuw.
De poortgebouwen samen met de nabijgelegen Tour du Cygne werden in 1939 beschermd als historisch monument.

## Beschrijving
De eigenlijke poort wordt aan beide zijden geflankeerd door bijgebouwen. Het poortgebouw is opgetrokken uit natuursteen met een verdieping in baksteen en bekroond met een schilddak. De buitenzijde van de poort werd vervolledigd met een voorbouw in classicistische stijl bekroond met een beeldhouwwerk.